# 중원중학교 (서울)
중원중학교(中原中學校)는 대한민국 서울특별시 노원구 중계동에 있는 공립 중학교이다.

## 학교 연혁
- 1991년 1월 21일 : 중원중학교 설립인가
- 1991년 3월 1일 : 초대 이상연 교장 취임
- 1991년 3월 4일 : 제1회 입학식
- 1994년 2월 14일 : 제1회 졸업식
- 2021년 9월 1일 : 제11대 최유석 교장 취임
- 2023년 1월 4일 : 제30회 졸업식(167명)(개교 후 12,339명의 졸업생 배출)
- 2023년 3월 2일 : 제33회 입학식(134명)

## 참고 자료
- 중원중학교 - 한국교육학술정보원 학교알리미